# Evgeny Matveev
À ne pas confondre avec l'acteur et réalisateur Evgueni Matveev
Pas d'image ? Cliquez ici

a Compétitions nationales et continentales officielles uniquement.

b Matchs officiels uniquement.
Dernière mise à jour le 05/08/2021.
Ievgueni Matveïev (en russe : Евгений Матвеев), né le 15 avril 1984, est un joueur russe de rugby à XV qui joue au poste de talonneur. 

## Biographie
Natif de Penza, il commence le rugby en 1998 au sein de l'Imperia-Dynamo. C'est au sein de ce club qu'il signera son premier contrat professionnel. Il y restera jusqu'en 2006, puis rejoint en 2007 le VVA Podmoskovie. La même année, il fait ses grands débuts en équipe de Russie de rugby à XV. Le VVA est alors l'équipe qui règne sur le championnat russe, et Matveïev remportera en son sein 4 titres consécutifs, de 2007 à 2010.
Joueur régulier de la sélection russe, il fait partie des joueurs participant à la coupe du monde 2011. Jamais titulaire, il entrera en jeu à deux reprises, face à l'Irlande et l'Australie. Non sélectionné entre juin 2016 et juin 2018, il fait son retour dans le groupe russe un an avant le mondial 2019, auquel il prend part. Il prendra part à 3 rencontres, et sera notamment titulaire au talonnage face à l'Irlande. 
Au terme de la saison 2020-2021, il annonce mettre un terme à sa carrière de joueur professionnel.

## Palmarès
- Championnat de Russie de rugby à XV 2007
- Coupe de Russie de rugby à XV 2007
- Championnat de Russie de rugby à XV 2008
- Championnat de Russie de rugby à XV 2009
- Championnat de Russie de rugby à XV 2010
- Coupe de Russie de rugby à XV 2010

## Statistiques

### En sélection
| Année | Compétition                       | Matchs | Points | Essais | Transf. | Drops | Pénal. |
| ----- | --------------------------------- | ------ | ------ | ------ | ------- | ----- | ------ |
| 2007  | CEN D1 2006-2008                  | 2      | -      | -      | -       | -     | -      |
| 2008  | CEN D1 2006-2008                  | 2      | 5      | 1      | -       | -     | -      |
| 2008  | CEN D1 2008-2010                  | 1      | 10     | 2      | -       | -     | -      |
| 2009  | CEN D1 2008-2010                  | 4      | 5      | 1      | -       | -     | -      |
| 2009  | Coupe des Nations 2009            | 2      | -      | -      | -       | -     | -      |
| 2009  | Test                              | 1      | -      | -      | -       | -     | -      |
| 2010  | CEN D1 2008-2010                  | 5      | -      | -      | -       | -     | -      |
| 2010  | Churchill Cup 2010                | 3      | 5      | 1      | -       | -     | -      |
| 2010  | Test                              | 1      | -      | -      | -       | -     | -      |
| 2011  | CEN D1 2010-2012                  | 5      | -      | -      | -       | -     | -      |
| 2011  | Coupe du monde de rugby à XV 2011 | 2      | -      | -      | -       | -     | -      |
| 2012  | CEN D1 2010-2012                  | 2      | -      | -      | -       | -     | -      |
| 2013  | Coupe des Nations 2013            | 3      | -      | -      | -       | -     | -      |
| 2014  | Coupe des Nations 2014            | 2      | -      | -      | -       | -     | -      |
| 2015  | Test                              | 2      | 5      | 1      | -       | -     | -      |
| 2016  | CEN D1 2014-2016                  | 1      | -      | -      | -       | -     | -      |
| 2016  | Test                              | 2      | 5      | 1      | -       | -     | -      |
| 2018  | Test                              | 4      | -      | -      | -       | -     | -      |
| 2019  | REC 2019                          | 5      | 5      | 1      | -       | -     | -      |
| 2019  | Coupe des Nations 2019            | 2      | 15     | 3      | -       | -     | -      |
| 2019  | Test                              | 1      | -      | -      | -       | -     | -      |
| 2019  | Coupe du monde de rugby à XV 2019 | 3      | -      | -      | -       | -     | -      |
| 2020  | REC 2020                          | 4      | -      | -      | -       | -     | -      |
| Total | Total                             | 69     | 55     | 11     | -       | -     | -      |

| Essai | Adversaire | Lieu                                       | Compétition            | Date            | Résultat | Score |
| ----- | ---------- | ------------------------------------------ | ---------------------- | --------------- | -------- | ----- |
| 1     | Tchéquie   | Stade Josef Kohout, Říčany                 | CEN D1 2006-2008       | 19 avril 2008   | Victoire | 3-49  |
| 2     | Espagne    | Stade Slava, Moscou                        | CEN D1 2008-2010       | 8 novembre 2008 | Victoire | 42-15 |
| 1     | Allemagne  | Rudolf-Kalweit-Stadion, Hanovre            | CEN D1 2008-2010       | 2 mai 2009      | Victoire | 0-53  |
| 1     | États-Unis | Infinity Park, Glendale                    | Churchill Cup 2010     | 5 juin 2010     | Défaite  | 39-22 |
| 1     | Namibie    | Hage Geingob Rugby Stadium (en), Windhoek  | Test                   | 18 juillet 2015 | Défaite  | 45-5  |
| 1     | Canada     | Calgary Rugby Park, Calgary                | Test                   | 18 juin 2016    | Défaite  | 46-21 |
| 1     | Allemagne  | Fritz-Grunebaum-Sportpark (en), Heidelberg | REC 2019               | 2 mars 2019     | Victoire | 18-26 |
| 3     | Uruguay    | Stade Charrúa, Montevideo                  | Coupe des Nations 2019 | 4 juin 2019     | Défaite  | 48-26 |